# El Mercurio de Valparaíso
El Mercurio de Valparaíso är en chilensk dagstidning, som grundades 1822 av Pedro Felix Vicuña. Är en av världens äldsta dagstidningar som fortfarande är i tryck, och utges också i en huvudstadsupplaga (El Mercurio).